# Злючий Сергій Дмитрович
Сергій Дмитрович Злючий (нар. 15 червня 1953, Кам'янське, Дніпропетровська область) — український письменник, поет, перекладач, громадський діяч, волонтер, член ВО «Свобода». Член Національної спілки письменників України.

## Біографія

### Освіта
1961 — 1971 — міська середня школа №8.
1971 — 1973 — служба у війську, в ГРВ в Німеччині.
1974 — 1979 — закінчив механічний факультет Дніпродзержинського індустріального інституту, інженер-механік.

## Трудова діяльність
1979 — 1980 — Антрацитівський рудо-ремонтний завод, інженер.
1980 — 1982 — Дніпродзержинський музично-драматичний театр, інженер.
1982 — 1984 — ДВО «Азот», методист СЮТ.
1984 — 1990 — трести «Дніпродзержинськміськбуд», «Дзержинськбуд», «Криворіжзалізобетонбуд» — бетонник.
1995 — 1996 — газета «Поки місто спало», заст. головного редактора.
Від 2013 — пенсіонер.

## Громадська діяльність
2013 — голова волонтерської групи «Свобода-Схід».
2015 — 2019 — помічник-консультант депутата Кам’янської міської ради.
2016 — 2017 — організатор і учасник численних літературно-музичних вечорів і презентацій книжок знаних літераторів України. 
2017 — учасник фестивалю Запорізька книжкова толока.
2017 — засновник і учасник Всеукраїнського фестивалю сучасної української поезії «Материк» (м. Кам’янське).
2018 — автор, упорядник підсумкового альманаху та організатор Другого фестивалю сучасної української поезії «Материк» (м. Кам’янське).

## Політична діяльність
1989 — 1992 — член Народного Руху України. 
1990 — 1994 — депутат Дніпродзержинської міської ради.
2004 – 2010 – голова Кам’янської міської організації Української народної партії.
2012 – член Всеукраїнського об’єднання «Свобода».
2016 — радник міського голови Кам'янського з питань культури.

## Нагороди
- Орден «За мужність» ІІІ-го ступеня (2009).
- медаль «За значний внесок в розвиток Дніпропетровщини» (2012).
- медаль «За жертовність і любов до України» (2015) (нагороджений Святійшим Патріархом Київської і всієї Руси-України).
- відзнака Президента України «За гуманітарну участь у Антитерористичній операції» (2016).

## Особисте життя
Дружина — Злюча Наталія Сергіївна; син — Злючий Олександр Сергійович.